# Schottern (Sabotage-Technik)

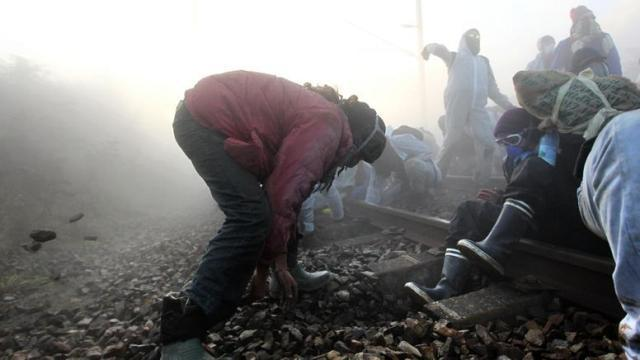
Schottern beim Castor-Transport 2011

Schottern (seltener auch Entschottern) ist das Entfernen von Steinen aus dem Oberbau von Bahngleisen mit dem Ziel, das Gleis unpassierbar zu machen. Der Begriff geht zurück auf die Anti-Atomkraft-Bewegung, in der diese Sabotage-Technik eingesetzt wird, um Atommülltransporte per Bahn zu erschweren. Der Schotter wird in möglichst großen Gruppen auf längerer Strecke entweder per Hand oder auf den Schienen sitzend mit den Füßen abgeräumt.
Die Rechtswissenschaft diskutiert verschiedene Straftatbestände, die gemäß deutschem Recht durch Schottern erfüllt werden können. Deutsche Gerichte sprachen mehrfach Urteile wegen Aufforderungen zum Schottern aus.

## Zielsetzung
Ziel des Schotterns ist es, Atommülltransporte mit der Bahn zu erschweren oder zu verhindern. Aktivisten bringen vor, die stark beobachteten und beschützten, mit den Castoren beladenen Züge nicht zum Entgleisen bringen zu wollen, sondern die Transporte durch die dadurch notwendig werdenden Maßnahmen wie Polizeieinsatz, Reparaturen und wieder Einschottern möglichst teuer zu machen.

## Geschichte
Entsprechende Aktionen wurden jahrelang durchgeführt. Als das schwarz-gelbe Kabinett Merkel II nach der Bundestagswahl 2009 (wie vor der Wahl angekündigt) eine Laufzeitverlängerung deutscher Kernkraftwerke vorantrieb, gab es einen Aufruf von 850 Atomkraftgegnern, darunter einigen Bundestags- und Landtagsabgeordneten der Linken.
Im Jahr 2010 wurde eine Schottern-Aktion erstmals öffentlich angekündigt. Die Kampagne „Castor Schottern“ warb auf Twitter: „Durch gemeinsames, massenhaftes und entschlossenes Schottern – also das Unterhöhlen der Gleise – stoppen wir den Castor. Mach mit!“ Das Ziel war, einen Castor-Transport aufzuhalten, der Anfang November 2010 stattfinden sollte. Unterstützer konnten sich auf einer Homepage im Internet und auf einer Facebook-Seite in eine Liste eintragen. Mitte Oktober 2010 hatten 169 Gruppen und 336 einzelne Personen den Aufruf unterzeichnet. Insgesamt machten etwa 1780 Personen ihre Unterstützung für den Aufruf öffentlich. Auch Charlotte Roche und Bela B. unterzeichneten den Aufruf.
Eine Reihe von linksradikalen Gruppen wie die Interventionistische Linke und die Freie Arbeiterinnen- und Arbeiter-Union unterstützten die Kampagne „Castor? Schottern!“ und mobilisierten im Jahr 2010 ca. 7000 Teilnehmer dafür. Nach Darstellung des Verfassungsschutzberichtes 2010 war die „Anti-AKW-Bewegung“ aber kein originäres linksextremistisches Aktionsfeld; sie sei insofern für Linksextremisten von nachrangiger Bedeutung.
Unter dem Eindruck der Katastrophe von Fukushima vom März 2011 erlebte die Anti-Atomkraftbewegung ein Wiederaufleben; seit dem Atompolitikwechsel von Kanzlerin Merkel durch das Atom-Moratorium und den Ausstiegsbeschluss des Bundestages am 30. Juni 2011 ist der öffentliche Diskurs abgeflaut.

## Rechtliche Bewertung
In der rechtswissenschaftlichen Literatur werden mehrere Straftatbestände diskutiert, nach denen Schottern strafbar sei: Störung öffentlicher Betriebe (§ 316b StGB), Gefährliche Eingriffe in den Bahnverkehr (§ 315 StGB) und im Einzelfall und gegebenenfalls subsidiär Sachbeschädigung (§ 303 StGB).
Die Staatsanwaltschaft Lüneburg erklärte im November 2010, beim Schottern handle es sich um die Straftat Störung öffentlicher Betriebe sowie „möglicherweise auch“ um die Straftaten Sachbeschädigung und Zerstörung von Bauwerken (§ 305 StGB).
In Strafverfahren wegen öffentlicher Aufforderung zum Schottern (siehe nächster Abschnitt) bewertete das Landgericht Lüneburg das Schottern als Störung öffentlicher Betriebe (§ 316b StGB), ebenso in zweiter Instanz das Oberlandesgericht Celle. Zu der Entscheidung des Oberlandesgerichts Celle vom 14. März 2013 erklärte der Pressesprecher des Gerichts, sie schaffe „Rechtssicherheit in Bezug auf die bisher diskutierte Frage der Strafbarkeit des sogenannten Schotterns“.

## Strafverfahren wegen öffentlicher Aufforderung zum Schottern

### Ermittlungsverfahren
Die Staatsanwaltschaft Lüneburg leitete gegen die fast 1800 Personen, die im Jahr 2010 den Aufruf „Castor? Schottern!“ öffentlich unterstützt hatten, Ermittlungsverfahren wegen öffentlicher Aufforderung zu Straftaten (§ 111 StGB) ein. Auch rund 20 Abgeordnete aus Landtagen und dem Bundestag waren von den Ermittlungen betroffen. Die Staatsanwaltschaft wies in einer Pressemitteilung darauf hin, dass die öffentliche Aufforderung zu Straftaten mit Freiheitsstrafe bis zu fünf Jahren strafbar sei, und zwar auch dann, wenn die Aufforderung nicht erfolgreich ist.
Ab Ende 2011 versandte die Staatsanwaltschaft Briefe an zahlreiche Unterstützer des Aufrufs zum Schottern von 2010, in denen sie jeweils anbot, das Verfahren einzustellen, wenn die Auflage erfüllt wird, eine Spende an eine gemeinnützige Organisation zu leisten. Zahlreiche Verfahren wurden daraufhin eingestellt. Die Kampagne „Castor Schottern“ rief ihre Unterstützer dazu auf, auf das Angebot nicht einzugehen. Im April 2012 zahlte Sahra Wagenknecht 500 Euro und stimmte damit dem Angebot der Staatsanwaltschaft zu.

### Verurteilungen
Am 15. März 2012 kam es erstmals zu einer Verurteilung. Ein Mann, der im Jahr 2010 den Aufruf zum Schottern unterzeichnet hatte, kam vor Gericht, weil er sich anders als viele andere Unterstützer im Nachhinein nicht davon distanzieren wollte. Er sagte in der Verhandlung vor dem Amtsgericht Lüneburg, er habe mit seinem Namen nur seine Solidarität zum Ausdruck bringen wollen, er habe niemanden zu einer Straftat aufgerufen. Das Amtsgericht Lüneburg verurteilte ihn wegen der öffentlichen Aufforderung zu Straftaten zu einer Geldstrafe von 15 Tagessätzen. Zu diesem Zeitpunkt waren 450 Verfahren eingestellt worden, mehr als 1000 Verfahren waren noch offen. Der Angeklagte ging in Revision. Das Oberlandesgericht Celle bestätigte mit Beschluss vom 14. März 2013 das Urteil des Amtsgerichts Lüneburg.
Im April und Mai 2013 wurden vier Bundestagsabgeordnete der Partei Die Linke verurteilt, außerdem die frühere niedersächsische DKP-Landtagsabgeordnete Christel Wegner. Sevim Dağdelen sagte im Januar 2013, die Bundestagsfraktion der Linken habe darüber diskutiert, wie man mit dem Angebot der Staatsanwaltschaft Lüneburg umgehehen solle, das jeweilige Ermittlungsverfahren einzustellen, wenn der Betreffende eine wohltätige Spende in Höhe von 500 Euro leistet. Die Fraktion habe beschlossen, dass einige Abgeordnete „exemplarisch“ das Angebot ablehnen sollten.
Diese Rolle übernahmen die Bundestagsabgeordneten Jan van Aken, Sevim Dağdelen, Inge Höger und Diether Dehm. In der Folge beantragte die Staatsanwaltschaft Lüneburg die Aufhebung der Immunität der vier Abgeordneten, um jeweils einen Strafbefehl erwirken zu können. Am 29. November 2012 hob der Bundestag ihre Immunität auf. Im Januar 2013 erhielt jeder von ihnen einen Strafbefehl mit der Aufforderung, 2250 Euro (15 Tagessätze zu je 150 Euro) zu zahlen. Dagegen wollten sie Widerspruch einlegen, so dass es zu Gerichtsverhandlungen kommen würde.
Am 9. April 2013 verurteilte das Amtsgericht Lüneburg Jan van Aken zu einer Geldstrafe von 15 Tagessätzen. Das Gericht bewertete seine digitale Unterschrift, mit der er einen Aufruf zum Schottern unterstützt hatte, als öffentliche Aufforderung zu einer rechtswidrigen Tat. Der Staatsanwalt und die Richterin hielten van Aken vor, dass er seinen Protest auch auf legale Weise wirksam zum Ausdruck hätte bringen können. Zum Strafmaß sagte die Richterin, 15 Tagessätze seien die „unterste Kante“ bei diesem Straftatbestand. Auch nach dem Urteil blieb van Aken bei seiner Auffassung, er habe „eine Erklärung unterschrieben, aber keinen Aufruf“.
Am 23. April 2013 verurteilte das Amtsgericht Lüneburg Sevim Dağdelen und Inge Höger sowie die frühere niedersächsische DKP-Landtagsabgeordnete Christel Wegner. Sie hatten zuvor das Angebot abgelehnt, im Gegenzug für eine Spende in Höhe von 500 Euro an den Verein Kinder von Tschernobyl das Verfahren einstellen zu lassen. Dağdelen erklärte: „Atomkraftwerke sind das Verbrechen – nicht der Widerstand dagegen.“ Das Gericht hielt den Politikerinnen eine altruistische Motivation für das Gemeinwohl zugute. Dağdelen und Wegner wurden zu 15 Tagessätzen verurteilt. Höger wurde zu 30 Tagessätzen verurteilt, weil sie anders als Dağdelen und Wegner nicht eingestehen wollte, dass sie unterzeichnet hatte.
Im Mai 2013 verurteilte das Amtsgericht Lüneburg Diether Dehm zu einer Geldstrafe von 15 Tagessätzen.